# Camena
Camena of Casmena was in de Romeinse mythologie een bronnimf en profetes, aan wie een speciale eredienst was opgedragen voor de Porta Capena in Rome.
Het meervoud van haar naam, Camenae, verwijst naar een groep godinnen en nimfen uit de Romeinse mythologie.

## Gerelateerde onderwerpen
- Numa
- Romeinse mythologie van A tot Z